# Convoy Range
Die Convoy Range ist ein breiter Gebirgszug mit zumeist abgeflachten Berggipfeln im ostantarktischen Viktorialand. Er erstreckt sich vom Fry Saddle bis zum Mackay-Gletscher. An der Ostflanke fällt er steil ab, während die Westflanke seicht zum Cambridge-Gletscher ausklingt. 
Benannt wurde der Gebirgszug durch Teilnehmer der Commonwealth Trans-Antarctic Expedition (1955–1958) nach dem Fahrzeugverband, der in den Jahren 1956 bis 1957 am McMurdo-Sund zum Einsatz kam. Einige Gipfel der Convoy Range tragen die Namen der Fahrzeuge.